# 오이와케역 (아키타현)
오이와케역(일본어: 追分駅)은 일본 아키타현 아키타시에 위치한 동일본 여객철도의 철도역이다. 오우 본선의 소속역이며, 이 역을 기점으로 하는 오가 선의 시.종착역이기도 하다. 단선 · 섬식의 형태를 합친 2면 3선 구조의 복합 승강장을 갖춘 지상역이다.

## 타는 곳
| 1 | ■ 오가 선   |        | 오가 방면                                        |
| 1 | ■ 오우 본선 | 상행   | 아키타 방면 (당 역 시발)                         |
| 1 | ■ 오우 본선 | 하행   | 하치로가타 · 히가시노시로 방면                   |
| 2 | ■ 오우 본선 | (하행) | 히가시노시로 · 오다테 · 히로사키 · 아오모리 방면 |
| 2 | ■ 오가 선   |        | 오가 방면                                        |
| 3 | ■ 오우 본선 | (상행) | 아키타 방면                                      |

## 이용 현황
| 승차 인원 추이 | 승차 인원 추이 |
| 연도           | 1일 평균       |
| -------------- | -------------- |
| 2000           | 2,325          |
| 2001           | 2,236          |
| 2002           | 2,123          |
| 2003           | 2,070          |
| 2004           | 2,051          |
| 2005           | 2,012          |
| 2006           | 1,939          |
| 2007           | 1,877          |
| 2008           | 1,849          |
| 2009           | 1,861          |
| 2010           | 1,847          |
| 2011           | 1,855          |
| 2012           | 1,838          |
| 2013           | 1,838          |

## 역 주변
- 국도 제7호선
- 아키타 현립 고이즈미가타 공원
- 아키타 현립 박물관
- 아키타 현 종합 교육 센터

## 인접 역
| 동일본 여객철도 오우 본선 | 동일본 여객철도 오우 본선 | 동일본 여객철도 오우 본선 |
| ------------------------- | ------------------------- | ------------------------- |
| 쓰치자키 유자와 방면      | □ 쾌속                    | 오쿠보 오다테 방면        |
| 가미이지마 요코테 방면    | ■ 보통                    | 오쿠보 오다테 방면        |
| 동일본 여객철도 오가 선   |                           |                           |
| 시·종착역                 | 오가 선                   | 데토하마 오가 방면        |